# Дача Е. Ф. Важевской
Дача Важевской — памятник архитектуры в Сестрорецке. Находится возле автобусной остановки у платформы Курорт на улице Андреева (бывшая Железнодорожная), дом № 12.

## История и архитектура
Здание было построено в 1907 году для Евгении Фёдоровны Важеевской по проекту архитектора Сергея Гингера. Дом из соснового дерева был оформлен в традициях русского народного зодчества с элементами модерна. Сохранившиеся росписи на фасадах, по предположению краеведов, могли быть созданы по рисункам В. М. Васнецова. За выразительную отделку здание получило прозвище «дом-сказка».
После революции дачу отдали под дом отдыха кооператива транспортников Сестрорецка, в послевоенные годы её занимал выездной летний детский сад № 269. После ряда ремонтов разрушающиеся сказочные декоры были зачищены. На 2008 г. здание было частично руинировано после пожара и выставлено на продажу.
На 2014 год дача Важевской находилась в ведении Государственного бюджетного образовательного учреждения «Олимпийский резерв», однако собственник не исполнял охранного обязательства и дом продолжал разрушаться. По иску КГИОП организация получила штраф и предписание в течение полугода провести срочные противоаварийные работы.
Зимой 2018 года на крыше дачи Важеевской после личного вмешательства в ситуацию губернатора Г. С. Полтавченко начались ремонтные работы.

## Статус
Здание включено в Единый государственный реестр объектов культурного наследия (памятников истории и культуры) народов Российской Федерации в качестве памятника архитектуры регионального значения. Нормативные акты:
- Закон Санкт-Петербурга № 174-27 от 05.07.1999
- Закон Санкт-Петербурга № 141-47 от 02.07.1997
- Указ Президента РФ № 452 от 05.05.1997
- Решение Исполкома Ленгорсовета № 963 от 05.12.1988

## Галерея

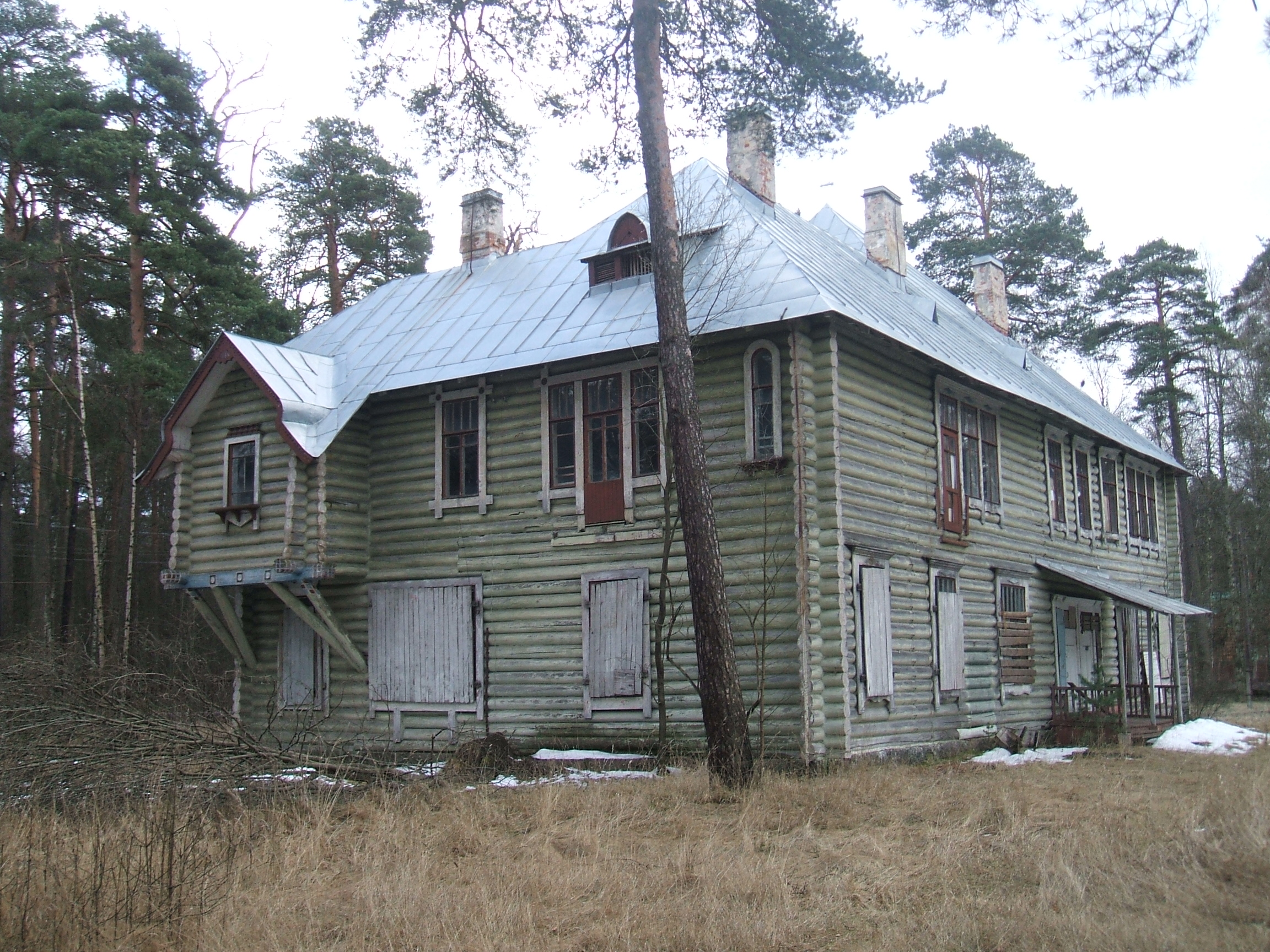
Вид с северо-запада
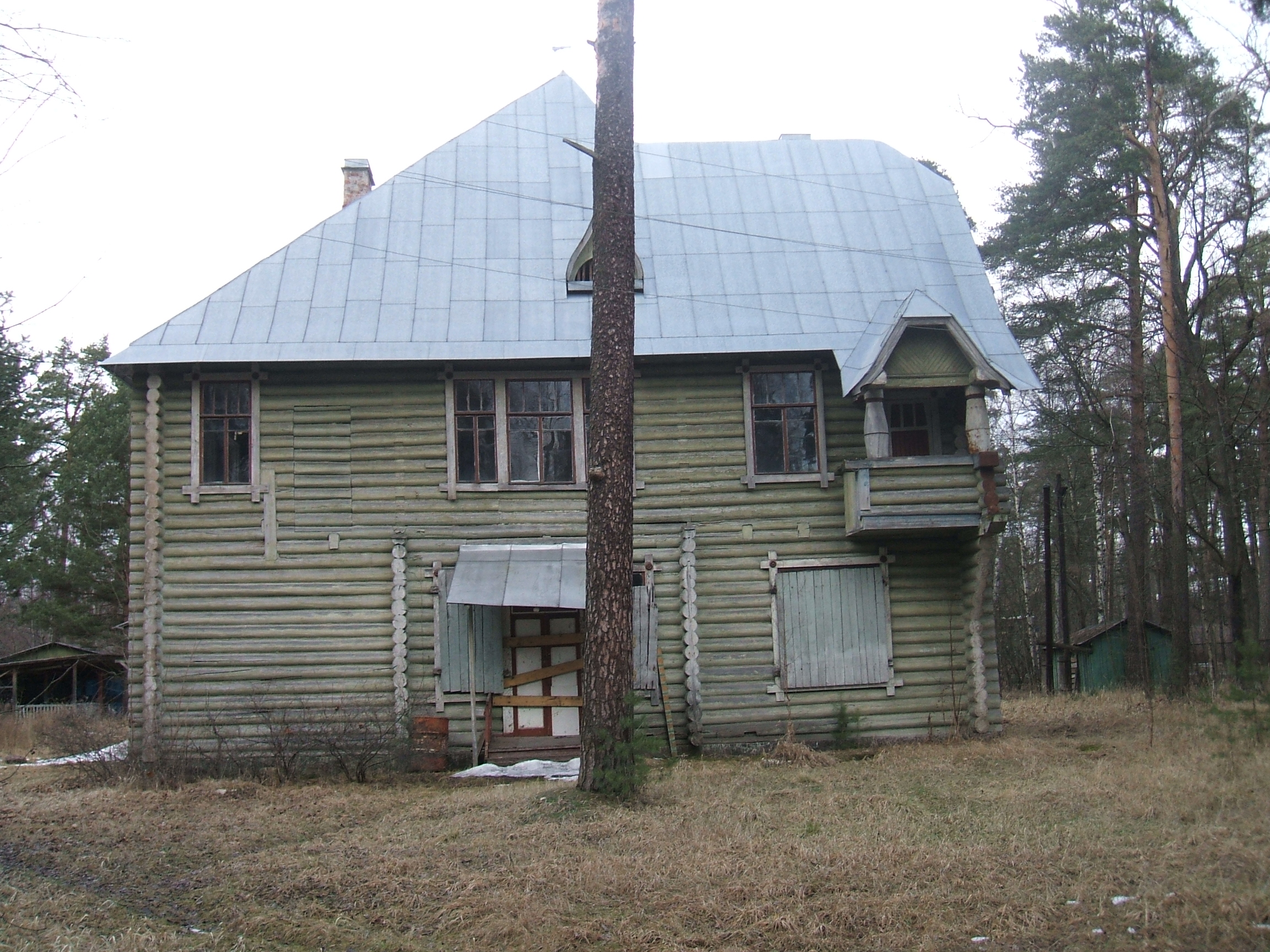
Вид с юга
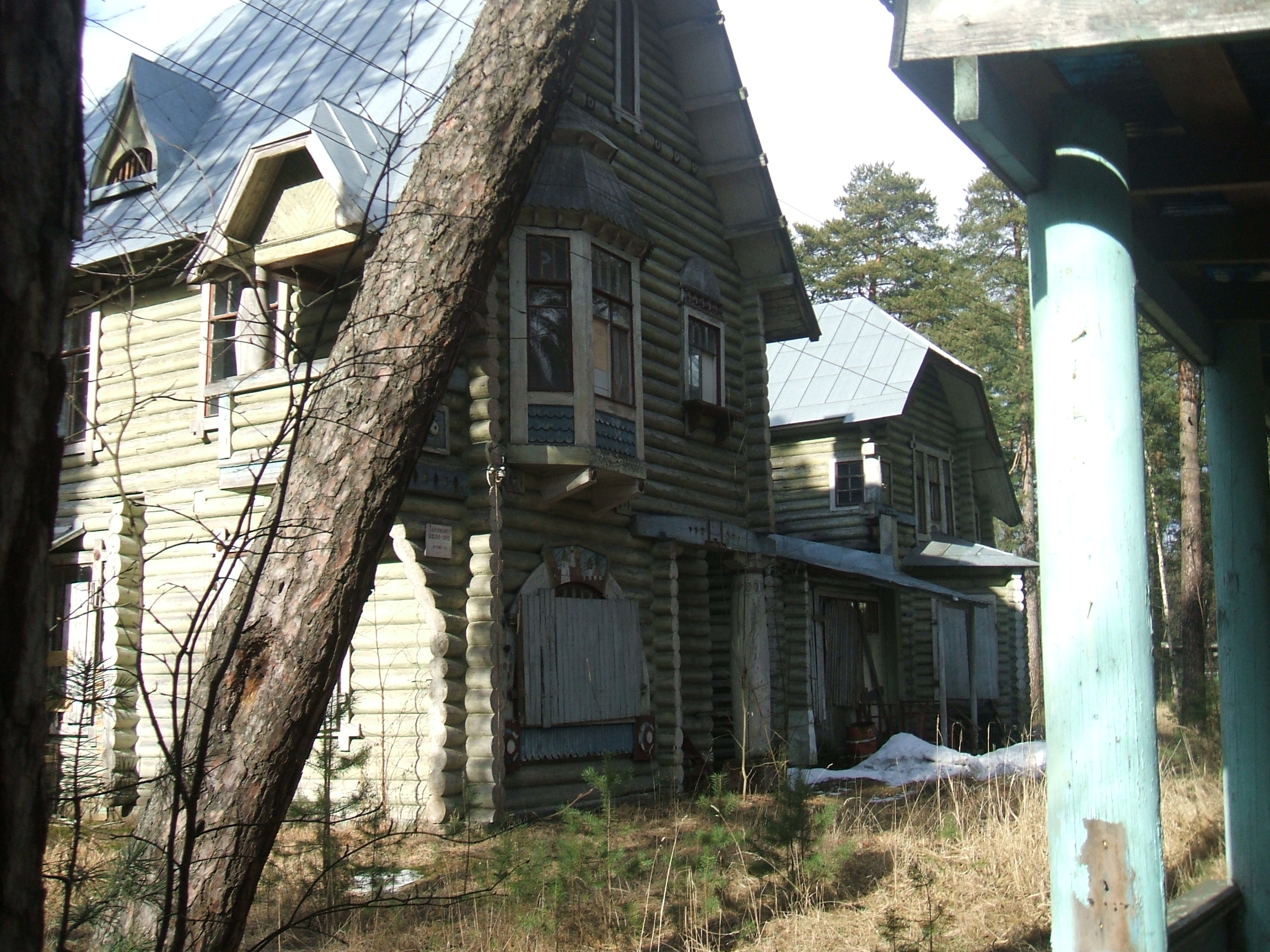
Вид с юго-востока
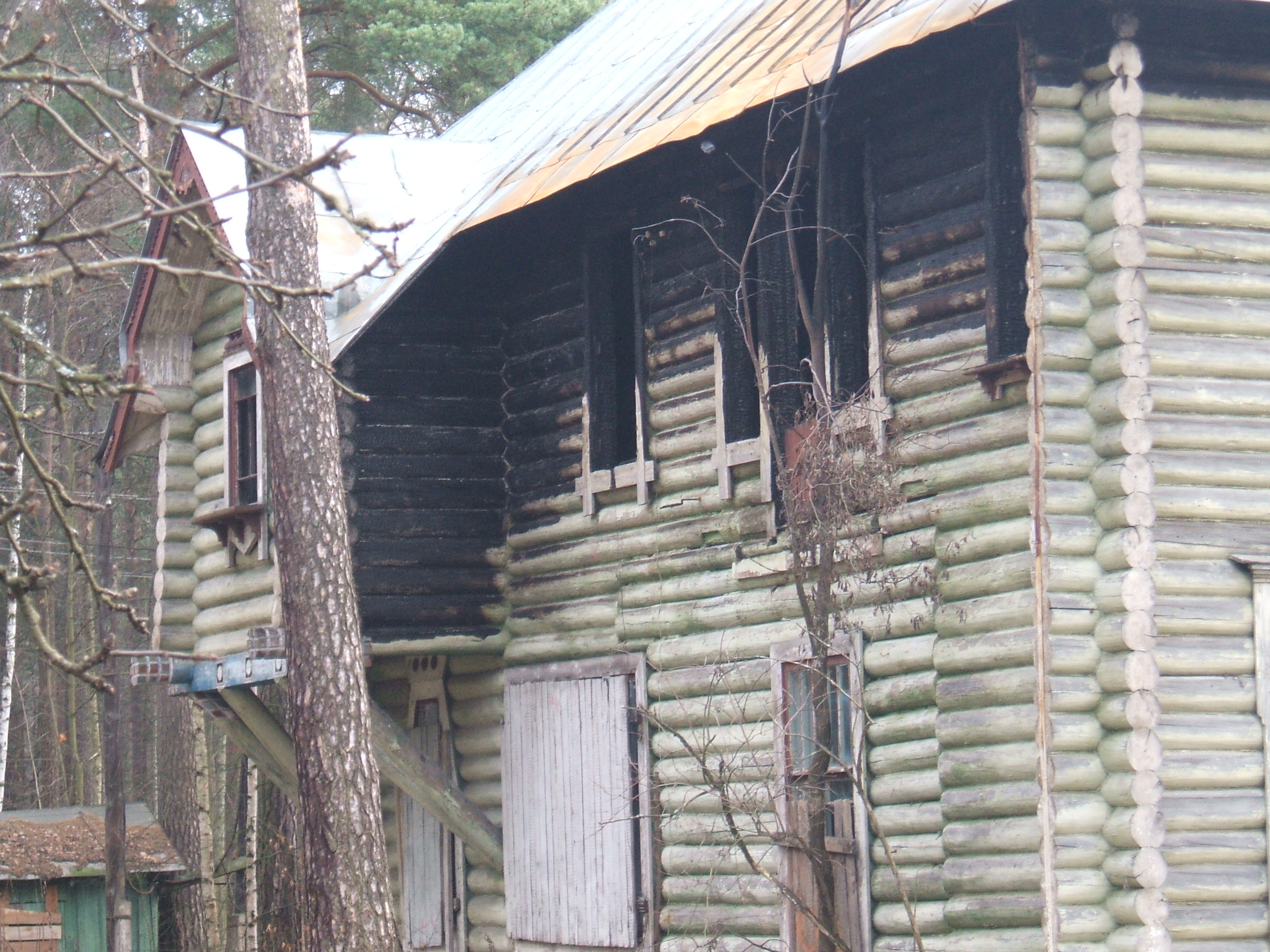
После пожара 2008 г.